# Atelognathus praebasalticus
Az Atelognathus praebasalticus a kétéltűek (Amphibia) osztályába, a békák (Anura) rendjébe és a Batrachylidae családjába tartozó faj.

## Előfordulása
A faj Argentína endemikus faja. Argentína Neuquén tartományában, 1000–1500 méteren honos. Természetes élőhelye szubtropikus vagy tropikus száraz bozótosok, mérsékelt övi rétek, édesvízi mocsarak. A fajt élőhelyének elvesztése fenyegeti.